# Крузо (фильм)
«Крузо» (англ. Crusoe) — экранизация знаменитого романа Даниэля Дефо о Робинзоне Крузо. Фильм был снят в 1988 году режиссёром Калебом Дешанелем. Сборы фильма в США составили 315 421 $. Рейтинг фильма на сайте Rotten Tomatoes составляет 67%, на основании 6 рецензий критиков, со средней оценкой 6.2 из 10. Сильной стороной фильма является его визуальная сторона, в частности, прекрасные пейзажи. Фильм сделан на студии Island Pictures, а для домашнего просмотра распространялся компанией 20th Century Fox.

## Сюжет
Действие происходит в 1808 году. Крузо, главный герой фильма, отправляется в Африку за рабами. Из-за сильного шторма происходит кораблекрушение, вся команда, за исключением Крузо, гибнет. Он же остаётся в одиночестве на тропическом острове. Преодолев множество препятствий, ему удаётся обосноваться на острове и устроить свою жизнь с определённым комфортом. Он даже находит оружие. Однажды он случайно натыкается на группу местных аборигенов и с ужасом узнаёт, что это племя каннибалов.

## В ролях
- Эйдан Куинн — Крузо
- Эйд Сапара — Воин из племени
- Хепберн Грейам —  Счастье
- Ричард Шарп  —  Колкол
- Джеймс Кеннеди
- Тимоти Сполл — преподобный Милн
- Майкл Хиггинс —  доктор Мартин
- Шейн Риммер — мистер Мазер
- Элвис Пэйн  — беглый раб
- Рикко Росс — вторая жертва